# 키코 (가수)
키코(본명: 천유경, 1998년 6월 11일 ~ )는 대한민국의 가수이다. 2020년 싱글 앨범 [IN THE DARK]로 데뷔했다.

## 방송
- 아티스탁 게임 (2022) - 우승

## 음반
- IN THE DARK (2020)
- Voyager (2021)
- Voyager (BAND LIVE ver.) (2021)
- 54 Reasons (2021)
- HOW TO LOVE (2022)

## 공연
- 2022 대구힙합페스티벌 (2022)

## 기타
- 늘보 <Where should i go> (2022) - 피처링/작사/작곡